# Геллертов, Александр Петрович
Александр Петрович Геллертов (25 февраля [9 марта] 1890, Оса, Пермская губерния — 6 января 1944, Житомирская область) — участник Первой мировой, Гражданской и Великой Отечественной войн. Гвардии полковник, начальник штаба 6-го танкового корпуса, кавалер орденов Красной Звезды и Отечественной войны II степени.

## Биография
Родился 25 февраля (9 марта) 1890 года в городе Оса Пермской губернии в семье провизора.
Окончил реальное училище в Красноуфимске в 1908 году. С 1909 года — студент экономического отделения Санкт-Петербургского политехнического института. Окончил образование на механическом отделении ППИ в 1916 году.
С июня 1916 года — в действующей армии. Как имеющий техническое образование был направлен в Одесское артиллерийское училище, которое окончил в 1917 году. В 1918 году добровольно вступил в Красную армию. Беспартийный. В звании майора служил начальником штаба артиллерии 34-й стрелковой Средне-Волжской имени В. Куйбышева дивизии.
Арестован органами НКВД 18 июля 1938 года. Дело прекращено за недоказанностью состава преступления 22 ноября 1939 года.
Великую Отечественную войну начал командиром истребительного противотанкового полка в/ч № 555. В 1942 году награждён орденом Красной Звезды, о чём написала газета «Известия» от 26 января 1943 года (выпуск № 20 (8013)).
6 января 1944 года гвардии полковник начальник штаба, командующий артиллерией 6-го танкового корпуса в составе Западного фронта Александр Петрович Геллертов погиб в районе местечка Ходоркув Житомирской области. Посмертно награждён орденом Отечественной войны II степени.